# San José (navire de ligne)
Pour les autres navires du même nom, voir San José (navire).
Le San José est un navire de ligne de 114 canons en service dans l'Armada espagnole. Il est lancé en 1783.

## Histoire

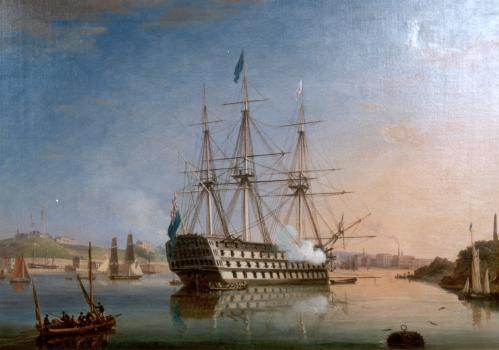
Le HMS San Josef transformé en navire d'entraînement à l'artillerie en rade de Plymouth.

Il est capturé le 14 février 1797 par les Britanniques lors de la bataille du cap Saint-Vincent. À l'origine de ce fait d'armes, les marins du HMS Captain commandés par Horatio Nelson. Durant la bataille, le Captain capture également le San Nicolás de 80 canons.
Le San José est ensuite renommé HMS San Josef. Il est un temps le navire amiral de John Thomas Duckworth.
En 1837, il est transformé en navire d'entraînement à l'artillerie avant d'être démoli en 1849.